# القرية الصغيرة في سفح الجبل
القرية الصغيرة في سفح الجبل هي أول رواية يكتبها المؤلف والشاعر الفلسطيني محمد زيدان وتعتبر من ضمن ما يعرف بالأدب المقاوم حيث أنها تتناول أحداثاً وقعت في فترة الانتفاضة الفلسطينية الأولى عام 1987.